# Cerovac (kanton zenicko-dobojski)
Cerovac – wieś w Bośni i Hercegowinie, w Federacji Bośni i Hercegowiny, w kantonie zenicko-dobojskim, w gminie Tešanj. W 2013 roku liczyła 458 mieszkańców, z czego większość stanowili Boszniacy.